# Double Dragon (filme)
Double Dragon é um filme de ficção científica-futurista americano que foi produzido e lançado pelos cinemas no mundo em 4 de novembro de 1994. O filme se baseia de uma série de jogo dos anos 80 de grande sucesso dentro e fora dos Estados Unidos. O diretor de filme é James Yukich e o roteiro/grião é escrito por Paul Dini (de Batman: The Animated Series, entre outros) e Neal Shusterman. No início de 1996, o mesmo filme foi lançado através de VHS para vendas e alugado por locadoras. Em 31 de agosto de 2004, foi lançado através em DVD.
É estrelado por Mark Dacascos e Scott Wolf como irmãos Jimmy e Billy Lee, junto com Alyssa Milano como Marian Delario e Robert Patrick como antagonista Koga Shuko. O filme se passa em Los Angeles, devastada por um terremoto, em 2007; a cidade é estilizada como uma mistura entre um ambiente punk e o pós-apocalíptico e dos anos 80/90.

## Filme
No ano de 2007, Los Angeles está arrasada após um violento terremoto. As ruas da cidade servem de palco para as disputas de gangues rivais que tentam dominar a região ou bairros inteiros. O nome da cidade muda para New Angeles. Áreas da nova cidade estão inundadas e arrasadas.
Dois irmãos, Jimmy (Mark Dacascos) e Billy (Scott Wolf), especialistas em artes marciais, recebem a missão de guardar a metade de um antigo medalhão chinês, que quando completo pode dar incríveis poderes ao seu dono. A outra metade caiu nas mãos de Koga Shuko (Robert Patrick), um chefão do submundo do crime, que sonha em dominar todos. Ele não mede esforços para conseguir juntar as duas partes.

## Elenco
- Scott Wolf como Billy Lee, o irmão mais novo de Lee. Veste uma roupa azul no final. Originalmente, o personagem do Player 1 nos videogames.
- Mark Dacascos como Jimmy Lee, o irmão mais velho de Lee. Veste uma roupa vermelha no final. Originalmente, o personagem do Player 2 nos videogames.
- Alyssa Milano como Marian Delario, a líder do Power Corps. Originalmente a mulher sequestrada no jogo de arcade, a versão cinematográfica de Marian é uma heroína mais ativa em comparação com sua contraparte de videogame.
- Robert Patrick como Koga Shuko/Victor Guisman, um empresário e ex-lorde do crime que procura possuir as duas metades do medalhão Double Dragon. Shuko era um novo vilão criado para o filme, embora seu personagem mais tarde tenha sido adaptado como o chefe final no jogo de luta Double Dragon de 1995, baseado no filme.
- Julia Nickson como Satori Imada, a mãe adotiva/guardiã de Billy e Jimmy.
- Leon Russom como Chefe Delario, Chefe do Corpo de Polícia de Nova Angeles e pai de Marian e Marc Delario.
- Kristina Wagner como Linda Lash, a capanga de Shuko. Linda era originalmente uma personagem inimiga do videogame.
- Nils Allen Stewart como Bo Abobo, o líder de uma gangue de rua conhecida como Mohawks. Abobo era outro personagem inimigo do videogame.
- Henry Kingi interpreta o mutante Bo Abobo durante a parte posterior do filme, que reforma e tenta fazer amizade com os irmãos Lee e Marian no final.
- George Hamilton aparece como um âncora.

Vanna White aparece como uma âncora.
- Andy Dick apareceu como um meteorologista que lida com o "nevoeiro", dando avisos sobre a chuva negra (implícita, ácida e radioativa).
- Cory Milano como Marc Delario, irmão mais novo de Marian.

## Double Dragon(Neo-Geo)
Há um jogo de luta baseado na história do filme Double Dragon. Lançado para o arcade Neo-Geo, e com versões para Neo-Geo CD e PlayStation, traz os personagens da série no estilo anime, com uma jogabilidade similar à da série Voltage Fighter Gowcaizer.

## Recepção
Resenhas pelos críticos, tais como a revisão do filme com o Washington Post não eram favoráveis. O filme também foi rejeitado pelos fãs e da opinião pública, porém, o feito alcançou consideráveis vendas em muitos países da América do Sul, quando foi lançado em VHS.